# Jiangcheng, Yangjiang
Jiangcheng är ett stadsdistrikt och säte för stadsfullmäktige i Yangjiangs stad på prefekturnivå i provinsen Guangdong i sydöstra Kina. Det ligger omkring 200 kilometer sydväst om provinshuvudstaden Guangzhou.
Jiangcheng är indelat i åtta stadsdelsdistrikt, fyra köpingar och en adminstrativ enhet på sockennivå.
Stadsdelsdistrikt (jiedao):

- Baisha (白沙街道)
- Chengbei (城北街道)
- Chengdong (城东街道)
- Chengnan (城南街道)
- Chengxi (城西街道)
- Ganglie (岗列街道)
- Nan'en (南恩街道)
- Zhongzhou (中洲街道)

Köpingar (zhen):

- Buchang (埠场镇)
- Pinggang (平冈镇)
- Shuangjie (双捷镇)
- Zhapo (闸坡镇)

Administrativa enheter på sockennivå:
- Yangjiang Linchang Luoqin Fenchang skogsbruk (阳江林场罗琴分场)